# Quartier Sainte-Avoye

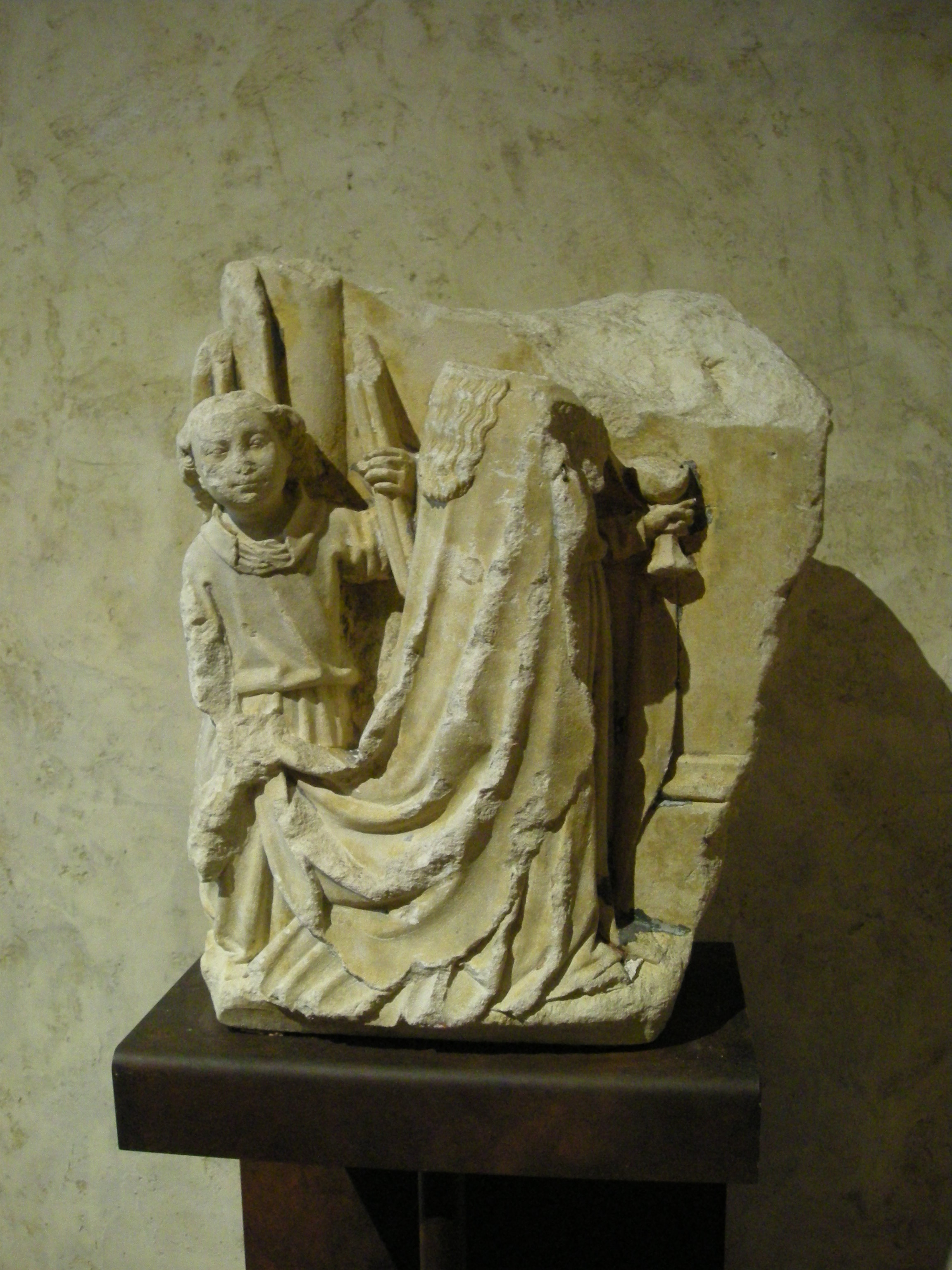
Socha sv. Avoye z opatství Hambye v Normandii

Quartier Sainte-Avoye (čtvrť Svatá Avoye) je 12. administrativní čtvrť v Paříži, která je součástí 3. městského obvodu. Má rozlohu 21,3 ha a je vymezena ulicí Rue Rambuteau na jihu, Boulevardem de Sébastopol na západě, ulicemi Rue de Turbigo, Rue des Gravilliers a Rue Pastourelle na severu a Rue des Archives na východě.
Čtvrť nese jméno svaté Avoye, původem ze Sicílie ze 3. století, které byl zasvěcen kostel, který zde již nestojí. Dnes je ve čtvrti pouze Passage Sainte-Avoie. Tato světice je dnes uctívána především v Bretani a Normandii.

## Vývoj počtu obyvatel
| Rok sčítání | Počet obyvatel | Hustota zalidnění (ob./km²) |
| ----------- | -------------- | --------------------------- |
| 1954        | 14 388         | 69 577                      |
| 1962        | 13 820         | 64 883                      |
| 1968        | 11 897         | 55 854                      |
| 1975        | 8 590          | 40 329                      |
| 1982        | 7 332          | 34 423                      |
| 1990        | 7 717          | 36 230                      |
| 1999        | 7 501          | 35 216                      |